# Little Hale
Little Hale – osada w Anglii, w hrabstwie Lincolnshire, w dystrykcie North Kesteven. Leży 34 km na południowy wschód od Lincoln i 163 km na północ od Londynu.